# Championnat des États-Unis de combiné nordique 2012
Le championnat des États-Unis de combiné nordique 2012 s'est déroulé le premier octobre 2011 à Fox River Grove, dans l'Illinois. La compétition a distingué Bill Demong.

## Résultats
| Rang | Athlète           |
| ---- | ----------------- |
| 1    | Bill Demong       |
| 2    | Johnny Spillane   |
| 3    | Bryan Fletcher    |
| 4    | Todd Lodwick      |
| 5    | Erik Lynch        |
| 6    | Taylor Fletcher   |
| 7    | Nick Hendrickson  |
| 8    | Wes Savill        |
| 9    | Brett Denney      |
| 10   | Adam Loomis       |
| 11   | Tyler Smith       |
| 12   | Sebastian Dandura |
| 13   | Nathaniel Mah     |
| 14   | Aleck Gantick     |
| 15   | Ben Berend        |
| 16   | Nick Mattoon      |